# Bernhard van Treeck
Bernhard van Treeck (* 5. Februar 1964 in Kempen, Niederrhein) ist ein unparteiisches Mitglied im Gemeinsamen Bundesausschuss, Facharzt für Psychiatrie und Psychotherapie mit den Zusatzbezeichnungen Ärztliches Qualitätsmanagement, Sozialmedizin, Rehabilitationswesen, Naturheilverfahren und deutscher Sachbuchautor. Seine Themen sind Kunst im öffentlichen Raum (v. a. Graffiti und Streetart), Drogen und Sucht sowie gesundheitspolitische Themen.

## Leben
Bernhard van Treeck ist seit dem 1. Juli 2024 unparteiisches Mitglied im Gemeinsamen Bundesausschuss.
Zuvor war er leitender Arzt des Medizinischen Dienst (MD) Nord (2013–2024). Er war zudem Lehrbeauftragter des Universitätsklinikum Eppendorf (2013–2024) sowie am Institut für Gesundheitsökonomie und Klinische Epidemiologie (IGKE) an der Universitätsklinik Köln (2008–2016) und der Medizinischen Fakultät der Rheinisch-Westfälischen Technischen Hochschule Aachen (2006–2014).
Bei der Deutschen Gesellschaft für Psychiatrie, Psychotherapie und Nervenheilkunde (DGPPN) leitete er gemeinsam mit Georg Schomerus und Steffi Gerlinde Riedel-Heller das Referat Psychosoziale Versorgungsforschung (früher: „Versorgung“ / Sozialmedizin). Von 2012 bis 2014 war er Landesvorsitzender der Arbeitsgemeinschaft der Sozialdemokraten im Gesundheitswesen (ASG) in Hamburg. Er arbeitete in verschiedenen Arbeitsgruppen der Friedrich-Ebert-Stiftung mit. 
Von 2014 bis 2024 war van Treeck – mit einer kurzen Unterbrechung – Delegierter der Ärztekammer Hamburg, Delegierter des Deutschen Ärztetages und seit 2015 war er Vorsitzender des Strategieausschusses der Ärztekammer Hamburg. Er arbeitete zudem in Gremien der Bundesärztekammer, des Gemeinsamen Bundesausschusses und des Aktionsbündnisses Patientensicherheit mit. Von 2023 bis 2024 war er Vorsitzender des Sachverständigenrates der Ärzteschaft der Bundesarbeitsgemeinschaft für Rehabilitation.
Seit dem 1. Juli 2024 ist er nach Wahl und Bestätigung des Gesundheitsausschusses des Bundestages im Jahr 2023 neues unparteiisches Mitglied im Gemeinsamen Bundesausschuss und gibt damit einhergehend seine vorherige Mitarbeit in den zuvor genannten Gremien auf. Mit der neuen Aufgabe betreut er als Vorsitzender die Unterausschüsse Psychotherapie und psychiatrische Versorgung, Methodenbewertung und Veranlasste Leistungen.
Van Treeck hat zu medizinischen Themen sowie zum Thema Kunst im Stadtbild veröffentlicht und er schrieb viele Jahre für die Technozeitung Raveline.

## Schriften zu medizinischen Themen (Auswahl)
- (Hrsg.) Partydrogen. Alles Wissenswerte zu Ecstasy, Speed, LSD, Cannabis, Kokain, Pilzen und Lachgas. Schwarzkopf & Schwarzkopf, Berlin 1997.
- Der Drogennotfall. Was tun bei Drogenmißbrauch und Drogenvergiftung? Ein Ratgeber für Jugendliche, Eltern, Lehrer, Sozialarbeiter, Partygänger und Drogenkonsumenten. Schwarzkopf & Schwarzkopf, Berlin 1998.
- Drogen- und Suchtlexikon. 1999; Neuausgabe: Schwarzkopf & Schwarzkopf, Berlin 2004, ISBN 978-3-89602-542-5.
- Das große Cannabis-Lexikon. Alles über Hanf als Kulturpflanze und Droge. Lexikon-Imprint, Berlin 2000.
- (Hrsg.) Drogen. Alles über Drogen und Drogenwirkung, Prävention und Strafverfolgung, Beratung und Therapie. Schwarzkopf & Schwarzkopf, Berlin, Berlin 2002; 2. Auflage 2004.
- (mit anderen) Psychosoziale Versorgung. In: Frank Schneider, Wilhelm Niebling (Hrsg.): Psychische Erkrankungen in der Hausarztpraxis. Springer, Heidelberg 2007, S. 175–195.
- Gesichtspunkte für eine Erfolg versprechende Integrierte Versorgung psychisch kranker und behinderter Menschen. In: Paul W. Schönle, Uwe Egner (Hrsg.): Rehabilitation und Integrierte Versorgung – Anspruch, Wirklichkeit, Zukunft (= Interdisziplinäre Schriften zur Rehabilitation. Bd. 16). Gentner, Stuttgart 2008.
- (mit anderen) Psychosoziale Versorgung. In: Frank Schneider: Klinikmanual Psychiatrie, Psychosomatik und Psychotherapie. Springer, Heidelberg 2008, S. 7–16.
- Teilstationäre Krankenhausbehandlung. Rechtliche Grundlagen, Probleme und Bedeutung für die Versorgung. In: Ulrich Schultz-Venrath: Psychotherapien in Tageskliniken. Methoden, Konzepte, Strukturen. Wissenschaftliche Verlagsgesellschaft, [s. l.] 2011, S. 259–271.
- (mit anderen) Psychosoziale Versorgung. In: Frank Schneider (Hrsg.): Facharztwissen Psychiatrie und Psychotherapie. Springer, Berlin 2012, S. 11–28.
- (mit anderen) Wettbewerb, Sicherstellung, Honorierung – Neuordnung der Versorgung im deutschen Gesundheitswesen, Positionspapier im Auftrag der Abteilung Wirtschafts- und Sozialpolitik der Friedrich-Ebert-Stiftung. Berlin 2013.
- Leistungsrecht in Deutschland. In: Wulf Rössler, Wolfram Kawohl (Hrsg.): Soziale Psychiatrie. Das Handbuch für die psychosoziale Praxis, Band 2. Kohlhammer, Stuttgart 2013
- (mit anderen) Zukunft der Krankenhäuser. Positionspapier im Auftrag der Abteilung Wirtschafts- und Sozialpolitik der Friedrich-Ebert-Stiftung. Berlin 2013.
- (mit anderen) Zukunft der medizinischen Rehabilitation. Positionspapier im Auftrag der Abteilung Wirtschafts- und Sozialpolitik der Friedrich-Ebert-Stiftung. Berlin 2015.
- (mit anderen) Gesundheitsversorgung für Flüchtlinge pragmatisch verbessern, Impulspapier des Managerkreises der Friedrich-Ebert-Stiftung, Berlin 2016.
- Krankenhausabrechnung aus Sicht des MDK, KU Gesundheitsmanagement 3/2019, Mediengruppe Oberfranken, Kulmbach 2019
- Qualitätsprüfungen aus Sicht des MDK, f&w Führen und Wirtschaften im Krankenhaus, bibliomed, Melsungen, 2019
- (mit anderen) Cannabispräparate für die Therapie chronischer Schmerzen, In: Der Schmerz 9/2019, Springer, Berlin 2019
- (mit anderen) Die Richtlinie zur Personalausstattung Psychiatrie und Psychosomatik Richtlinie (PPP-RL) ist eine Enttäuschung – Pro & Kontra, In: Psychiatrische Praxis; 4, Georg Thieme Verlag KG, Stuttgart – New York, 2020
- (mit anderen) Strukturprüfungen im Krankenhaus – Ein Überblick über die Organisationsänderungen bei den Medizinischen Diensten, In: KU Gesundheitsmanagement 4, Kulmbach, 2020
- MDK-Reformgesetz – Zwischenfazit aus Sicht eines Medizinischen Dienstes, In: f & w 5/2020, bibliomed, Melsungen, 2020
- Organisatorische/Strukturelle Veränderungen durch das MDK-Reformgesetz, In: AUGURSKY B, HALBE B, BERBUIR M, PREUSKER U, REBSCHER H: MDK-Reform und Krankenhausabrechnung, Auswirkungen auf die Praxis, medhoch2, Heidelberg, 2020
- (mit anderen) Versorgung von Kindern und Jugendlichen mit psychischen Erkrankungen, Impulspapier der AG Gesundheit des Managerkreises der Friedrich-Ebert-Stiftung, Berlin, 2022
- (mit anderen) FAQ Krankenhausreform – Warum wir eine Krankenhausreform brauchen und wie sie ausgestaltet sein sollte, Impulspapier der AG Gesundheit des Managerkreises der Friedrich-Ebert-Stiftung, Berlin, 2023

## Schriften zum Thema Kunst (Auswahl)
- Graffiti-Kalender. Edition Aragon, Moers (1992–1998).
- Piratenkunst (1994).
- Wandzeichnungen. Aragon Verlag (1994), ISBN 978-3-89535-424-3.
- Writer Lexikon: American Graffiti. 1. Auflage, Edition Aragon, Berlin (1995), ISBN 978-3-89535-428-1.
- Mark Todt, Bernhard van Treeck: Hall of Fame: Graffiti in Deutschland. 1. Auflage, Edition Aragon, Moers (1995), ISBN 3-89535-430-9.
- Street-Art Köln. Aragon Verlag (1996), ISBN 978-3-89535-434-2.
- Markus Wiese, Bernhard van Treeck:  Wholecars-Graffiti auf Zügen Aragon Verlag (1996), ISBN 978-3-89535-435-9.
- Graffiti-Art #8 – German Characters. Schwarzkopf & Schwarzkopf, Berlin (1998), ISBN 978-3-89602-144-1.
- Graffiti Art #9 – Graffiti auf Wänden und Mauern. Schwarzkopf & Schwarzkopf, Berlin (1998), ISBN 978-3-89602-161-8.
- Graffiti Lexikon. Völlig überarb. Neuausgabe. Schwarzkopf & Schwarzkopf, Berlin (1998), ISBN 3-89602-160-5.
- Street-Art Berlin. Schwarzkopf & Schwarzkopf, Berlin (1999).
- Pochoir – die Kunst des Schablonengraffiti. (2000).
- Das grosse Graffiti-Lexikon. Lexikon-Imprint-Verlag, Berlin (2001), ISBN 3-89602-292-X.
- Street Art in Ehrenfeld, in: Venedig ist auch nicht viel größer als Ehrenfeld, Verlag Buchhandlung Walther König, Köln, 2017